# 미나가와 무쓰오
미나가와 무쓰오(일본어: 皆川 睦雄, 1935년 7월 3일 ~ 2005년 2월 6일)는 일본의 전 프로 야구 선수이자 야구 지도자, 야구 해설가·평론가이다.
현역 시절 노무라 가쓰야와는 난카이 호크스의 입단 동기이며 난카이 황금 시대의 주력 선수로 활약했다. 은퇴 후에는 한신 타이거스, 요미우리 자이언츠, 긴테쓰 버펄로스의 코치를 역임했다.
프로에 입단한 첫 해부터 1969년까지 등록명은 ‘皆川 睦男’(동음).

## 인물

### 프로 야구 선수 시절
요네자와니시 고등학교(현재의 요네자와코조칸 고등학교) 3학년 때인 1953년, 고시엔 하계 도호쿠 대회(제35회 전국 고등학교 야구 선수권 대회) 결승에서 패했지만 이 경기의 2루심을 맡았던 이와모토 노부카즈가 미나가와의 소질을 높이 사, 선수 겸임 감독이었던 야마모토 가즈토에게 영입을 추천하여 1954년에 난카이 호크스에 입단했다. 입단 동기로는 노무라 가쓰야, 다쿠와 모토지가 있다. 당초에는 릿쿄 대학에 진학을 희망하고 있었지만 어머니 손에서 자라며 집안 형편이 좋지 않았기 때문에 대학 진학을 포기하여 난카이에 입단하게 됐지만 진학을 단념했던 릿쿄 대학에는 후에 ‘릿쿄 3인방’이라고 불린 스기우라 다다시, 나가시마 시게오, 모토야시키 긴고가 입학했다.
프로 1년차부터 이듬해까진 뚜렷한 활약을 보여주지는 못하고 자유 계약까지 각오했지만 야마모토의 “미나가와는 프로 선수로 살아가려고 노력하고 있고 착실하게 임하고 있다. 다음 시즌 쯤엔 활약할 것이다. 내가 보장하니까 봉급은 배로 쳐달라”는 한마디로 해고는커녕 구단측으로부터 봉급을 배로 올리겠다는 말을 건네 받고 3년째인 1956년에 11승을 기록했지만 어깨 부상으로 코치였던 유키 스스무의 권유로 오버스로에서 언더핸드(사이드암이라고도 한다)로 전향했다. 폼 개조에 성공하여 1957년에 18승, 1958년에 17승(12선발승)을 기록했고 4년 후인 1962년에는 팀내 1위에 해당되는 19승(8구원승 포함)(당시 팀내 최다 선발승 - 미우라 기요히로 12선발승)을 올리는 등 안정된 성적을 남겼다.
언더핸드로 전향한 1956년 니시테쓰 라이온스와의 경기에서 8번 타자 와다 히로미가 타석에 선 상황에서 볼카운트를 3볼-노 스트라이크로 만들었다. 미나가와는 여기서 ‘어차피 안 칠 것이다’라고 생각하여 한가운데에 가벼운 직구를 던졌지만 주심 니데가와 노부아키에게서 ‘볼’ 판정을 받았다. 당연히 미나가와는 한가운데인데 어째서 볼이냐며 항의했지만 “진심이 들어가 있지 않았기 때문에 볼이다!”라고 꾸지람을 받았다. 이것에 감명을 받은 미나가와는 이후 공 하나하나에 정성을 기울이게 돼 팀의 중심 선수로 성장했다.
다쿠와 모토지, 나카무라 다이세이, 스기우라 다다시 등 전설적인 활약을 했던 에이스의 그늘에 가리면서 서툰 싱커, 슬라이더로 제구력을 무기로 오랫동안 2번째 투수로서 투수진을 이끌었다(슬라이더는 타자의 바로 앞에서 방망이의 중심에서 벗어나기 위해 휨이 그다지 크지 않도록 던지고 있어 습득을 권했던 노무라가 “세계 최초의 컷 볼”이라고 말했다). 1968년 10월 6일 도에이 플라이어스전에서 시즌 30승(당시 25선발승)과 통산 200승(당시 112선발승)을 동시에 달성했는데 언더핸드 투수의 200승은 미나가와가 처음이었다. 그 해에 31승(26선발승으로 64년 고야마 마사아키와 퍼시픽리그 최다 선발승 타이이자 55년 오토모 다쿠미와 잠수함 투수 최다 선발승 타이), 평균 자책점 1.61으로 투수 부문 타이틀인 다승왕과 최우수 평균 자책점을 석권했다. 이후 시즌 30승을 달성한 투수는 나타나지 않았고 ‘마지막 30승 투수’라 불리고 있다. 1971년을 끝으로 현역에서 은퇴해 다쿠와, 나카무라, 스기우라 등이 단명으로 끝난 것에 비해 오랫동안 활약을 계속해서 ‘가늘고 길게’, ‘사고없는 명마’를 실천했던 선수 생활이었다.
현역 시절에 15승 이상을 올렸던 시즌도 몇 번인가 있었지만(15선발승 이상은 1966년 15선발승, 1967년 16선발승, 1968년 26선발승) 20승을 이하인 것이 많은 현재와 달리, 당시에는 42승(24선발승)을 기록한 이나오 가즈히사, 팀 동료로 38승(24선발승이자 역대 잠수함 투수 선발승 공동 3위)을 기록한 스기우라 등을 비롯해 처음 최다승을 기록한 투수의 대부분이 20승 이상을 올리는 시즌이 많아서 다승왕 타이틀을 좀처럼 차지할 수 없었다. 현역 후반이라고는 해도 1968년에 기록한 31승(26선발승으로 역대 퍼시픽 리그 최다 선발승 타이 기록(1964년 고야마 마사아키와 타이)이자 잠수함 투수 최다 선발승 타이(1955년 오토모 다쿠미와 타이)은 생애 최고 성적으로 미나가와 자신에게 있어서는 유일하게 다승왕 타이틀을 석권한 시즌이기도 했지만 현역 시절에 20승 이상을 올렸던 것도 이 시즌 뿐이다.
통산 성적은 759경기에 등판하여 221승(133선발승) 139패, 평균 자책점 2.42를 남겼는데 221승은 호크스(난카이, 다이에, 소프트뱅크)의 구단 기록이다. 언더핸드 투수로서는 1983년 야마다 히사시에 의해 경신될 때까지 최다승 기록이기도 했다. 통산 200승을 올렸기 때문에 쇼와 시대 태생으로 앞에서 말한 기록 등을 남긴 일본 프로 야구 선수를 중심으로 한 사적 모임인 일본 프로 야구 명구회에 가입했다.

### 그 후
1976년부터 1977년까지 한신 타이거스 투수 코치, 1986년부터 1988년까지 요미우리 자이언츠 투수 코치, 1991년부터 1992년까지 긴테쓰 버펄로스의 투수 코치를 맡았다. 아사히 방송의 야구 해설자를 오랜 기간에 걸쳐 역임하는 등 야구 평론가로 활동하는 것 외에도 소년 야구의 지도에도 힘을 쓰고 있었다.
2005년 2월 6일, 패혈증 증세로 향년 69세의 나이로 사망했다. 장례식에서는 난카이 시절의 팀 선배인 오카모토 이사미가 조사를 읽었고 노무라 가쓰야, 요시다 요시오, 가네다 마사이치, 오 사다하루, 그리고 미나가와 모교인 요네자와니시 고등학교의 동창 등이 참석했다.
그의 출신지인 요네자와 시와 야마가타 현에서는 생전의 프로 야구 선수로서 훌륭한 성적을 남긴 것과 현역 은퇴 후에도 야구에 머무르지 않고 고향 야마가타 현의 발전에 기여했다는 공로를 인정받아 2005년 11월 3일에는 요네자와 시민 영예상을, 2006년 3월 15일에는 야마가타 현민 영예상을 각각 수여했다. 또 2006년 여름에는 요네자와 시영 야구장(우에스기 스타디움)의 애칭이 ‘미나가와 구장’(皆川球場)으로 개칭됐다.
2011년 1월 14일, 2011년도 야구 전당 박물관(야구 전당) 경기자 표창(엑스퍼트 부문)에 오치아이 히로미쓰(플레이어 부문)와 함께 입성됐다.

## 상세 정보

### 출신 학교
- 야마가타 현립 요네자와니시 고등학교(현재의 야마가타 현립 요네자와코조칸 고등학교)

### 선수 경력
- 난카이 호크스(1954년 ~ 1971년)

### 지도자·기타 경력
- 한신 타이거스 투수 코치(1976년 ~ 1977년)
- 요미우리 자이언츠 투수 코치(1986년 ~ 1988년)
- 긴테쓰 버펄로스 투수 코치(1991년 ~ 1992년)

### 수상·타이틀 경력

#### 타이틀
- 최고 승률 : 2회(1962년, 1966년)
- 최우수 평균 자책점 : 1회(1968년)
- 다승왕 : 1회(1968년)

#### 수상
- 베스트 나인 : 1회(1968년)
- 일본 야구 명예의 전당 헌액자(2011년)

### 개인 기록

#### 첫 기록
- 첫 등판 : 1954년 5월 8일, 대 니시테쓰 라이온스 3차전(오사카 구장)
- 첫 승리 : 1956년 4월 5일, 대 도에이 플라이어스 3차전(고마자와 야구장)

#### 기록 달성 경력
- 통산 100승 : 1962년 9월 8일, 대 니시테쓰 라이온스 25차전(헤이와다이 야구장)(당시 39선발승)
- 통산 150승 : 1966년 8월 12일, 대 도쿄 오리온스 21차전(오사카 구장)(당시 68선발승)
- 통산 100선발승 : 1968년 6월 22일, 대 긴테쓰 버펄로스 12차전(일본생명 구장)
- 통산 200승 : 1968년 10월 6일, 대 도에이 플라이어스 25차전(오사카 구장)(당시 112선발승)

#### 기타
- 올스타전 출장 : 6회(1957년, 1965년 ~ 1968년, 1970년)

### 등번호
- 49(1954년 ~ 1960년)
- 22(1961년 ~ 1971년)
- 81(1976년 ~ 1977년)
- 73(1986년 ~ 1988년)
- 72(1991년 ~ 1992년)

### 등록명
- 皆川 睦男(1954년 ~ 1969년)
- 皆川 睦雄(1970년 ~ )

### 연도별 투수 성적
| 연 도       | 소 속       | 등 판 | 선 발 | 완 투 | 완 봉 | 무 4 구 | 승 리 | 패 전 | 세 이 브 | 홀 드 | 승 률 | 타 자 | 이 닝  | 피 안 타 | 피 홈 런 | 볼 넷 | 고 4 | 몸 맞 | 탈 삼 진 | 폭 투 | 보 크 | 실 점 | 자 책 점 | 평 자 책 | W H I P |
| ----------- | ----------- | ----- | ----- | ----- | ----- | ------- | ----- | ----- | -------- | ----- | ----- | ----- | ------ | -------- | -------- | ----- | ---- | ----- | -------- | ----- | ----- | ----- | -------- | -------- | ------- |
| 1954년      | 난카이      | 10    | 3     | 0     | 0     | 0       | 0     | 3     | --       | --    | .000  | 93    | 23.1   | 23       | 1        | 6     | --   | 0     | 11       | 0     | 0     | 9     | 8        | 3.00     | 1.24    |
| 1955년      | 난카이      | 4     | 0     | 0     | 0     | 0       | 0     | 0     | --       | --    | ----  | 25    | 6.2    | 4        | 0        | 2     | 0    | 0     | 3        | 0     | 0     | 1     | 1        | 1.29     | 0.90    |
| 1956년      | 난카이      | 60    | 16    | 1     | 1     | 0       | 11    | 10    | --       | --    | .524  | 760   | 190.2  | 169      | 8        | 31    | 2    | 1     | 68       | 5     | 1     | 69    | 46       | 2.17     | 1.05    |
| 1957년      | 난카이      | 56    | 23    | 5     | 2     | 1       | 18    | 10    | --       | --    | .643  | 899   | 229.0  | 170      | 7        | 52    | 5    | 5     | 90       | 1     | 0     | 74    | 60       | 2.36     | 0.97    |
| 1958년      | 난카이      | 52    | 26    | 12    | 6     | 2       | 17    | 8     | --       | --    | .680  | 908   | 230.2  | 172      | 9        | 46    | 4    | 8     | 113      | 2     | 0     | 62    | 47       | 1.83     | 0.95    |
| 1959년      | 난카이      | 51    | 14    | 0     | 0     | 0       | 10    | 6     | --       | --    | .625  | 634   | 163.2  | 129      | 7        | 26    | 2    | 4     | 91       | 2     | 1     | 52    | 35       | 1.92     | 0.95    |
| 1960년      | 난카이      | 39    | 17    | 2     | 1     | 0       | 11    | 8     | --       | --    | .579  | 634   | 158.1  | 144      | 7        | 36    | 2    | 4     | 78       | 1     | 0     | 58    | 51       | 2.89     | 1.14    |
| 1961년      | 난카이      | 51    | 4     | 1     | 0     | 1       | 16    | 7     | --       | --    | .696  | 695   | 177.1  | 142      | 11       | 38    | 10   | 4     | 119      | 0     | 0     | 53    | 39       | 1.97     | 1.02    |
| 1962년      | 난카이      | 59    | 22    | 8     | 3     | 3       | 19    | 4     | --       | --    | .826  | 849   | 212.1  | 201      | 13       | 33    | 4    | 1     | 119      | 0     | 0     | 68    | 59       | 2.49     | 1.10    |
| 1963년      | 난카이      | 53    | 12    | 2     | 1     | 0       | 12    | 9     | --       | --    | .571  | 736   | 188.0  | 165      | 16       | 33    | 3    | 3     | 96       | 0     | 0     | 62    | 53       | 2.54     | 1.05    |
| 1964년      | 난카이      | 52    | 13    | 2     | 0     | 0       | 7     | 5     | --       | --    | .583  | 672   | 161.0  | 161      | 19       | 36    | 3    | 6     | 73       | 0     | 0     | 65    | 52       | 2.91     | 1.22    |
| 1965년      | 난카이      | 40    | 18    | 4     | 2     | 1       | 14    | 10    | --       | --    | .583  | 651   | 163.2  | 140      | 12       | 35    | 2    | 6     | 89       | 0     | 0     | 58    | 48       | 2.63     | 1.07    |
| 1966년      | 난카이      | 46    | 31    | 11    | 6     | 2       | 18    | 7     | --       | --    | .720  | 837   | 212.0  | 188      | 20       | 34    | 2    | 8     | 109      | 4     | 0     | 63    | 50       | 2.12     | 1.05    |
| 1967년      | 난카이      | 45    | 35    | 9     | 3     | 1       | 17    | 13    | --       | --    | .567  | 1017  | 255.2  | 215      | 16       | 67    | 2    | 7     | 152      | 1     | 0     | 68    | 65       | 2.29     | 1.10    |
| 1968년      | 난카이      | 56    | 38    | 27    | 8     | 4       | 31    | 10    | --       | --    | .756  | 1346  | 352.1  | 256      | 18       | 63    | 7    | 9     | 193      | 2     | 0     | 75    | 63       | 1.61     | 0.91    |
| 1969년      | 난카이      | 33    | 13    | 4     | 1     | 2       | 5     | 14    | --       | --    | .263  | 538   | 134.1  | 126      | 16       | 20    | 1    | 4     | 65       | 0     | 0     | 47    | 39       | 2.62     | 1.09    |
| 1970년      | 난카이      | 27    | 24    | 8     | 2     | 0       | 9     | 10    | --       | --    | .474  | 676   | 163.2  | 154      | 14       | 40    | 2    | 7     | 100      | 1     | 0     | 72    | 69       | 3.79     | 1.19    |
| 1971년      | 난카이      | 25    | 18    | 5     | 1     | 1       | 6     | 5     | --       | --    | .545  | 582   | 135.1  | 145      | 28       | 35    | 2    | 7     | 69       | 0     | 0     | 79    | 64       | 4.27     | 1.33    |
| 통산 : 18년 | 통산 : 18년 | 759   | 327   | 101   | 37    | 15      | 221   | 139   | --       | --    | .614  | 12552 | 3158.0 | 2704     | 222      | 633   | 53   | 84    | 1638     | 19    | 2     | 1035  | 849      | 2.42     | 1.06    |

- 굵은 글씨는 시즌 최고 성적.